# Васильєвське (Красногорський район)
Васи́льєвське (рос. Васильевское) — село в Красногорському районі Удмуртії, Росія.

## Населення
Населення — 254 особи (2010; 327 в 2002).
Національний склад станом на 2002 рік:
- росіяни — 85 %

## Галерея

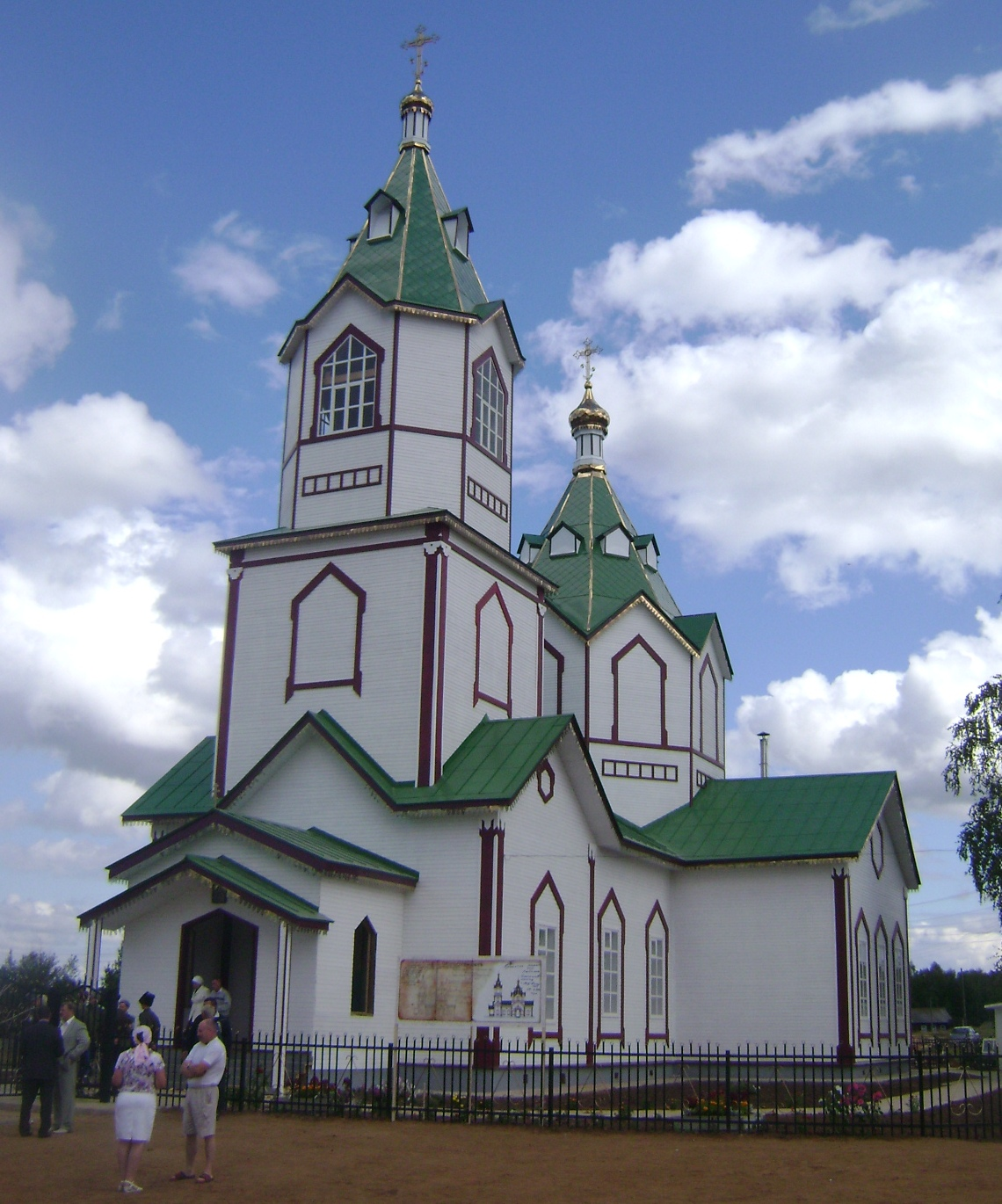
Церква пророка Іллі
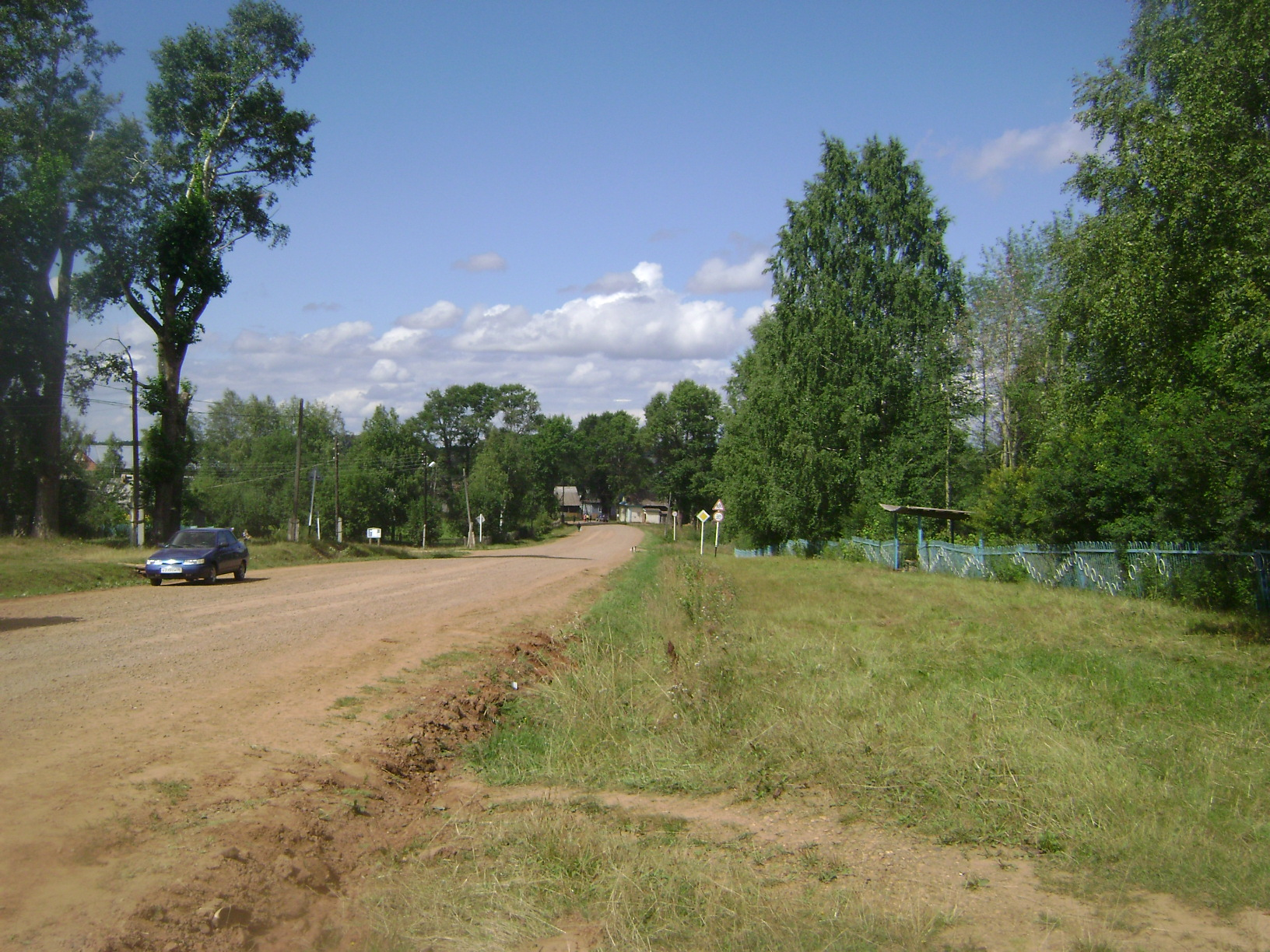
Одна з вулиць